# ريتشارد هيرتويغ
ريتشارد ويلهلم كارل ثيودور ريتر فون هيرتويغ (بالألمانية: Richard von Hertwig)‏ (23 سبتمبر 1850 في فريدبرغ، هيس - 3 أكتوبر 1937 في سكلديرلوه ، بافاريا)، ريتشارد هيرتويغ أو ريتشارد فون هيرتويغ ، كان أستاذ عالم الحيوان ألماني بارز. وهو الأخ الأصغر لأخصائي علم الحيوان أوسكار هيرتويغ (1849-1922).

## روابط خارجية
- ريتشارد هيرتويغ على موقع الموسوعة البريطانية (الإنجليزية)
- أعمال أو نبذة عن ريتشارد هيرتويغ على أرشيف الإنترنت
- Photograph of Richard von Hertwig, 1894 in the المختبر الافتراضي  [لغات أخرى]‏ of the معهد ماكس بلانك لتاريخ العلم